# Nationalpark Grande Colline
Der Nationalpark Grande Colline (französisch Parc national naturel de Grande Colline, Haitianisch-Kreolisch Pak nasyonal Grann Kolin) umfasst die Bergkette Grande Colline und ihre Wälder im Südwesten der Republik Haiti auf der Tiburon-Halbinsel, steht jedoch trotz der Bezeichnung nicht unter Schutz.

## Geschichte
Aufgrund der schweren Erreichbarkeit wurde das Gebiet von den Gründern des Haiti National Trust in den Jahren 2011 bis 2015 mit Hilfe eines Hubschraubers erkundet mit Unterstützung der National Science Foundation und des Critical Ecosystem Partnership Funds. Der Nationalpark wurde 2014 ausgewiesen.

## Geographie
Die Bergkette Grande Colline befindet sich im Zentrum des Gebirgsmassivs de la Hotte westlich der Macaya-Bergkette. Ihr höchster Berg ist der Morne Grande Colline mit einer Höhe von 2025 m. Der zweithöchste Berg ist der Morne Grenouille mit einer Höhe von 2006 m. Weitere Berge sind der Morne Lézard mit 1854 m, der Morne Desbarrières 1843 m und der Morne Petite Colline 1860 m. Insgesamt liegen 3488 ha Land über 1000 m. Geologisch handelt es sich um ein Kalksteingebirge, das aus Meeresablagerungen von Kalziumkarbonat entstand, die während der Kreidezeit vor etwa 88,5 bis 65 Millionen Jahren gebildet wurden. Diese Gesteinsschicht ist Teil der Macaya-Formation. Trotz der starken Regenfälle in der Region verfügt Grande Colline nicht über viele Süßwasserquellen wie es etwa beim Nationalpark Grand Bois und anderen von Karstformationen geprägten Gebieten der Fall ist. Es gibt zwei große Wasserscheiden, die in die Flüsse Les Anglais, la Voldrogue und Roseaux münden.

## Flora und Fauna
Das Gebiet des Nationalparks Grande Colline ist eines der abgelegensten und biologisch vielfältigsten von Hispaniola. Es steht jedoch nicht unter Schutz und durch Abholzung und Rodung für die Landwirtschaft, Gewinnung von Baumaterialien und Holzkohleproduktion sind große Teile der Wälder dennoch verschwunden. Noch ursprüngliche Wälder und einige der letzten Bestände dichten Nebelwaldes in Haiti finden sich allerdings über 1800 m Höhe. In diesen wachsen große Baumfarne der Gattung Cyathea. Zur noch nicht gut erforschten Fauna der schwer erreichbaren Wälder zählen 20 Froscharten, darunter in der Region endemische wie der „Mozartfrosch“ Eleutherodactylus amadeus. Darüber hinaus gibt es mindestens 17 Reptilienarten (z. B. Anolis darlingtoni und Hypsirhynchus parvifrons) und 19 Vogelarten (z. B. Myadestes genibarbis).